# ウルリケ・ルナチェク
ウルリケ・ルナチェク（Ulrike Lunacek、ドイツ語発音: [ʔʊlˈriːkə ˈluːnatʃɛk]、1957年5月26日 - ）は、オーストリアの政治家であり、2020年にはセバスティアン・クルツ首相の政府で文化担当国務長官を務めた。欧州緑の党を構成する緑の党の党員である。
2009年から2017年まで、ルナチェクは欧州議会議員 (MEP) だった。この間、欧州議会副議長、欧州議会欧州緑グループ・欧州自由連盟メンバー、欧州議会オーストリア緑の党代表団長を歴任した。コソボ担当報告者、LGBTIの権利に関する国際グループの共同議長、外務委員会委員、自由・司法・内務委員会の代議員を務めた。
2017年、ルナチェクはオーストリア総選挙に緑の党の筆頭候補者として臨んだが、党は歴史的敗北を喫し、1982年以来はじめて、国会に一議席も獲得できずに終わった。この後ルナチェクはオーストリアとEUにおけるすべての政治的役割を（いったん）辞した。

## 経歴
1967年から1975年まで、ルナチェクはウィーン第2区にある高校に通った。さらに、1973年から74年の1年間、アイオワ州ブーン市の高校でAFS学生として過ごした。1975年、インスブルック大学で通訳（英語とスペイン語）の勉強を始め、1983年に卒業した。この間、インスブルックでの女性保護施設の設立に携わり、ソーシャルワークに従事した。1984年から1986年まで、ウィーンの組織「フラウエンソリダリティ」（女性の連帯）のアドバイザーを務める。その後、雑誌『Südwind』の編集者、オーストリア開発政治情報局（ÖIE）の報道官を歴任した。また、フリーランスの翻訳家、ジャーナリストとしても活躍。
1994年、ルナチェクはカイロで開催された国連の国際人口開発会議でNGO代表を務め、その翌年には北京での第4回世界女性会議で全NGOの報道活動をまとめた。

## 政治家歴
ルナチェクの政治的キャリアは、1995年にオーストリアのレズビアン&ゲイ・フォーラムが主催した「理性への訴え」をアウエルスペルク宮殿で発表し、オーストリア緑の党から初めて立候補したことに始まる。1996年から1998年までその連邦ビジネスマネージャーを務めている。

### オーストリア議会議員、1999–2009
1999年から2009年まで、ルナチェクは国会議員であり、外交・開発政策やレズビアン、ゲイ、トランスジェンダーの平等に関する緑の党のスポークスウーマンであった。また、1999年からは外務委員会の副委員長を務めた。
オーストリア議会で初のオープンリー・レズビアンの政治家として、緑の党"andersrum"（「同性愛者」のやや古風な婉曲表現）の一員である。
2006年5月5日、ルナチェクはヘルシンキで欧州緑の党の副議長に選出され、3年間その職を務めた。2008年10月28日、オーストリアの緑の議員クラブの副会長に就任し、2009年の欧州議会選挙の先頭候補（フロントランナー）に指名された。

### 欧州議会議員、2009–2017
2009年7月14日、ルナチェクはオーストリア緑の党の代表団長として欧州議会に赴任した。在任中は、外交委員会（AFET）、女性の権利とジェンダー平等に関する委員会（FEMM）、EU-アルメニア・EU-アゼルバイジャン・EU-グルジアの各議会協力委員会（DSCA）への代表団に所属。また、自由・司法・内務委員会（LIBE）、アルバニア・ボスニア・ヘルツェゴビナ・セルビア・モンテネグロ・コソボ関係代表団（DSEE）、ユーロネスト議会代表団（DEPA）の委員代理を務める。さらに、議会のコソボ担当報告者、欧州緑グループ・欧州自由連盟の外交スポークスパーソンを務めた。
ルナチェクは、欧州議会のLGBTIの権利に関する国際グループの共同議長として、レズビアン、ゲイ、バイセクシャル、トランスジェンダーの権利のために闘ってきた。さらに、西サハラに関する欧州議会インターグループ、子どもの権利に関する欧州議会インターグループのメンバーでもあった。
2011年、European Voice紙は、ルナチェクが欧州連合の初代外務・安全保障政策上級代表であるキャサリン・アシュトンの側近に勧められ、欧州対外行動局のコソボオフィス代表に応募したが、外交官ではないので資格がないと言われたと報じた。
ルナチェクは、2013年のホンジュラス総選挙をはじめ、何度もEU選挙監視団を率いている。
2013年2月、ルナチェクは欧州議会において、レベッカ・ハルムスとダニエル・コーン＝ベンディットのリーダーシップの下、欧州緑グループ・欧州自由連盟の副会長に選出された。2014年欧州議会議員選挙に続き、グループはルナチェクを欧州議会議長の候補に選出した。欧州議会の14人の副議長の一人として、議長の代わりに本会議を司会した。この立場から、議会によるサハロフ賞授与を担当し、バルカン半島に関する事項について議会を代表した。また、国会の選挙監視団を統括する民主化支援・選挙調整グループ（DEG）のメンバーでもあった。

### 国内政治におけるその後の経歴
ルナチェクは2020年初頭の一時期、セバスティアン・クルツ首相の政権で文化担当国務長官を務めた。しかし2020年5月、COVID-19の感染流行による封鎖が緩和されたにもかかわらず文化施設の再開に消極的であるとの、劇作家や役者からの圧力を受けて辞職した。

## 政治的立脚点
2013年、ルナチェクは「性と生殖に関する健康と権利」に関する、拘束力のない決議を提起した。この決議は、「年齢相応で性別に配慮したセクシュアリティと人間関係の教育...すべての子どもと青年に」と呼びかけ、4歳からの性的情報の一部開示が適切とする、WHOの共同著作物である文書に言及している。賛否両論の末、欧州議会は、性教育を加盟国の権限であるとする修正版を可決した。ルナチェクは、報告書反対派を「右翼の偏屈者」と呼び、「女性の安全で健康な生殖・性生活への権利」に反対する団体であると述べた。
2017年4月27日、ルナチェクはアルバニア解放軍・コソボ解放軍の元指導者であるラムシュ・ハラディナイの解放について、歓迎することを表明した。ハラディナイはセルビアの戦争犯罪検察官から戦争犯罪と人道に対する罪で告発されており、セルビアは彼の身柄引き渡しを要求した。ルナチェクはセルビアが逮捕状を撤回するような圧力をかけることを、EU当局に対して促した。

## その他の活動
- Austrian Institute for International Affairs (オーストリア国際問題研究所、OIIP) 理事
- EastWest Institute (EWI) 紛争予防議員連盟 メンバー
- European Council on Foreign Relations (欧州外交問題評議会、ECFR) メンバー
- European Forum Alpbach（アルプバッハ欧州フォーラム） 理事
- Österreichisch-Saharauische Gesellschaft (オーストリア・サハラ協会、ÖSG) メンバー

## 表彰
- オーストリア共和国への貢献に対する栄誉勲章 (2009)
- Rosa Courage Award (2013)

## 私生活
ルナチェクは1980年にカミングアウトしている。1994年からネイティブのペルー人であるパートナーと同居している。